# Beschermd gebied van de Arabische Oryx

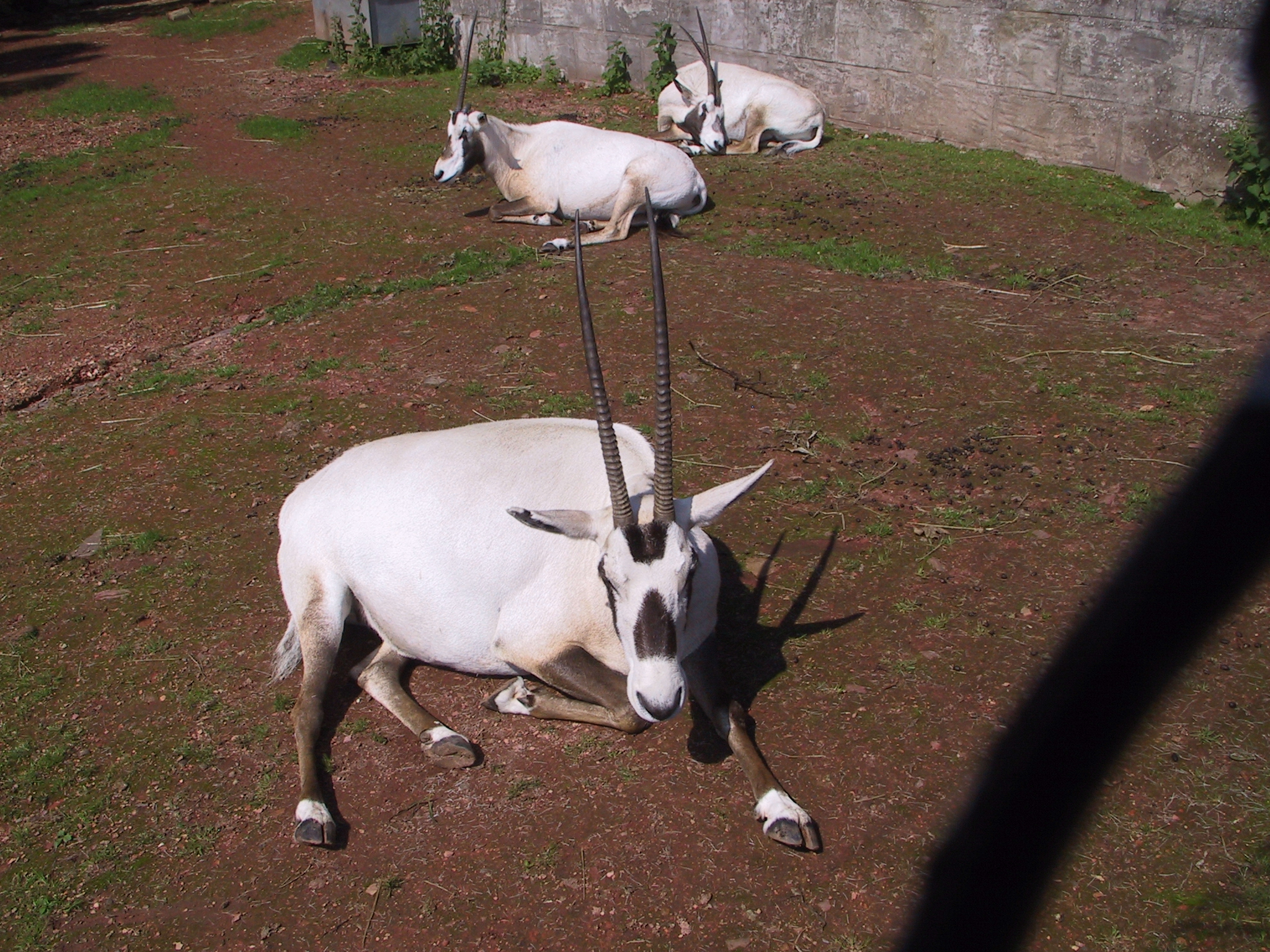
De Arabische oryx

Het beschermde gebied van de Arabische Oryx is een gebied in Oman. In dit gebied is het de bedoeling dat de bedreigde Arabische oryx (of witte oryx) zich beschermd kan voortplanten. De Arabische Oryx is een zeer bedreigde Oryx, behorend tot de groep der antilopen, die in woestijnen leeft.

## Werelderfgoed
In 1994 tijdens de 18e sessie van de Commissie voor het Werelderfgoed werd het beschermde gebied van de Arabische Oryx op de werelderfgoedlijst van UNESCO gezet. In 2007 werd dit gebied er echter weer afgehaald, volgens de organisatie vanwege "de vernietiging van de waarde van het gebied door onrespectvol menselijk handelen". Het was de eerste keer dat een monument van de lijst werd geschrapt. In 2009 volgde de Elbe bij Dresden, in 2017 volgde de Bagratikathedraal in de Georgische plaats Koetaisi en in 2021 volgde Maritieme handelsstad Liverpool in Engeland.